# Marjolaine Pierré
Marjolaine Pierré (* 29. Oktober  1999 in Reims) ist eine französische Triathletin. Sie ist zweifache und amtierende ITU-Weltmeisterin auf der Triathlon-Langdistanz (2023, 2025) und wird geführt in der Bestenliste französischer Triathletinnen auf der Ironman-Distanz.

## Werdegang
Marjolaine Pierré startet seit 2021 als Profi-Athletin. Im Juni 2021 wurde Pierré französische Vize-Staatsmeisterin auf der Triathlon-Mitteldistanz und sie gewann im Oktober auf der Mitteldistanz den Ironman 70.3 Cascais.
2022 wurde sie in Slowenien Sechste bei der Weltmeisterschaft auf der Triathlon-Langdistanz.

### Weltmeisterin Triathlon Langdistanz 2023 und 2025
Auf Ibiza wurde die damals 23-Jährige im Mai 2023 ITU-Weltmeisterin auf der Triathlon-Langdistanz. und im Oktober gewann sie den Ironman Portugal. Hier stellte sie mit ihrer Siegerzeit von 8:49:42 Stunden die schnellste je von einer Französin auf der Ironman-Distanz erzielten Zeit auf.

Im September 2024 wurde sie als beste Französin Vierte in Nizza bei den Ironman World Championships – bei ihrem erst zweiten Rennen auf der Ironman-Distanz (3,86 km Schwimmen, 180,2 km Radfahren und 42,195 km Laufen).
Im Mai 2025 gewann die 25-Jährige mit dem Ironman 70.3 Pays d'Aix France ihr drittes Ironman-70.3-Rennen.
Im Juni wurde sie in Spanien zum zweiten Mal ITU-Weltmeisterin auf der Triathlon Langdistanz.
Marjolaine Pierré ist seit 2021 liiert mit dem französischen Triathleten Clément Mignon (* 1999). In Florida belegten die beiden im März 2022 den dritten Rang bei der Triathlon-WM der Paare.

## Sportliche Erfolge
| Datum/Jahr    | Platz | Wettbewerb                                           | Austragungsort      | Zeit     | Bemerkung                                                      |
| ------------- | ----- | ---------------------------------------------------- | ------------------- | -------- | -------------------------------------------------------------- |
| 18. Mai 2025  | 1     | Ironman 70.3 Pays d'Aix France                       | Aix-en-Provence     | 04:11:57 | Streckenrekord                                                 |
| 19. Okt. 2024 | 18    | T100 Dubai                                           | Dubai               | 03:49:11 | Grand Final der PTO T100 Triathlon World Tour                  |
| 19. Okt. 2024 | 9     | T100 Lake Las Vegas                                  | Lake Las Vegas      | 03:51:49 | hinter Taylor Knibb                                            |
| 27. Juli 2024 | 19    | T100 London                                          | London              | 03:58:45 | hinter der Australierin Ashleigh Gentle                        |
| 29. Juni 2024 | 12    | Ironman 70.3 Les Sables D'Olonne                     | Les Sables-d’Olonne | 04:16:41 |                                                                |
| 26. Aug. 2023 | 7     | Ironman 70.3 World Championships                     | Lahti               | 04:03:12 |                                                                |
| 9. Dez. 2022  | 1     | Ironman 70.3 Bahrain                                 | Manama              | 04:05:53 |                                                                |
| 3. Sep. 2022  | 3     | Triathlon de Gérardmer                               | Gérardmer           | 05:04:16 | hinter der Schweizerin Julie Derron – Halbdistanz              |
| 24. Okt. 2021 | 1     | Ironman 70.3 Cascais                                 | Cascais             | 04:17:03 | 1,9 km Schwimmen, 90 km Radfahren und 21,1 km Laufen           |
| 6. Juni 2021  | 2     | FRA Middle Distance Triathlon National Championships | Cagnes-sur-Mer      | 04:45:17 | Vize-Staatsmeisterin auf der Mitteldistanz, hinter Manon Genêt |

| Datum/Jahr    | Platz | Wettbewerb                                      | Austragungsort | Zeit     | Bemerkung                                       |
| ------------- | ----- | ----------------------------------------------- | -------------- | -------- | ----------------------------------------------- |
| 29. Juni 2025 | 1     | ITU Long Distance Triathlon World Championships | Pontevedra     | 06:15:50 | ITU-Weltmeisterin auf der Triathlon Langdistanz |
| 1. Juni 2025  | DNF   | Ironman Hamburg                                 | Hamburg        | 00:00:00 | Ironman European Championships                  |
| 22. Sep. 2024 | 4     | Ironman World Championships                     | Nizza          | 09:09:34 |                                                 |
| 21. Okt. 2023 | 1     | Ironman Portugal                                | Cascais        | 08:49:42 |                                                 |
| 7. Mai 2023   | 1     | ITU Long Distance Triathlon World Championships | Ibiza          | 05:53:35 | ITU-Weltmeisterin auf der Triathlon Langdistanz |
| 21. Aug. 2022 | 6     | ITU Long Distance Triathlon World Championships | Šamorín        | 03:43:10 |                                                 |

(DNF – Did Not Finish)